# Olisthomys morrisi
Olisthomys morrisi ist eine Gleithörnchenart, die in Myanmar, im nördlichen Thailand, in Laos und in Vietnam vorkommt.

## Merkmale

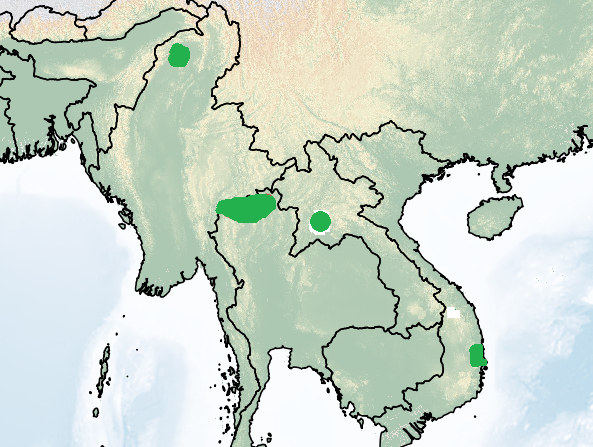
Die bisher bekannten Fundorte von Olisthomys morrisi

Olisthomys morrisi ist etwas größer als das äußerlich sehr ähnliche Temminck-Gleithörnchen (Petinomys setosus). Die Kopf-Rumpf-Länge beträgt 11,1 bis 14,3 Zentimeter, der Schwanz ist 116 bis 136 Zentimeter lang. Der Hinterfuß hat eine Länge von 22 bis 28 Millimeter. Auf der Oberseite ist das Fell schwärzlich, Kopf, Hals und Nacken sind etwas heller. Am Rücken ist es mit einigen weißen Haaren durchsetzt. An Kehle, Brust, Bauch und den Unterseiten der Vorderbeine ist das Fell gelblich-weiß gefärbt. Die gelblich-weiße Färbung ragt an den Seiten des Halses nach oben und bildet einen halben Kragen. Die Wangen sind gelb. Die Haare auf der Unterseite der Flughäute sind weiß und an der Basis grau. Am Rand der Flughäute ragt das weiße Fell nach oben hervor und bildet von oben gesehen einen schmalen weißen Rand. Der abgeflachte Schwanz ist schwärzlich-grau, mit einer hellen Zone an der Basis und einer weißen Spitze. Die Schwanzspitze des Temminck-Gleithörnchens ist dagegen nur in seltenen Fällen weiß. Die Augen sind von schwärzlichen Ringen umgeben, die sich nach vorne in schwärzliche Streifen zwischen den Augen und der Nase fortsetzen. An den Seiten der Nase befinden sich oberhalb dieser Streifen kleine blasse Flecken. Die Spitzen und die unbehaarten Ränder der Ohren sind grau. Die Basis der Ohren ist unpigmentiert. Vor und hinter den Ohröffnungen befinden sich einige lange schwarze Borsten.

## Lebensraum
Im nördlichen Thailand lebt Olisthomys morrisi in Wäldern mit laubabwerfenden Bäumen in Höhen von 1300 bis 1700 Metern über dem Meeresspiegel. Das einzige bisher aus Vietnam bekannte Exemplar wurde in einem vom Menschen beeinträchtigten Primärwald in einer Höhe von 245 Meter über dem Meeresspiegel gefangen.

## Systematik
Olisthomys morrisi wurde 1942 durch den US-amerikanischen Zoologen Thomas Donald Carter unter seinem heute gültigen Namen erstmals wissenschaftlich beschrieben. Die Gattung Olisthomys wurde jedoch schon 1951 mit Petinomys synonymisiert, so dass die Art den wissenschaftlichen Namen Petinomys morrisi bekam. Malcolm McKenna trennte beide Gattungen wieder, konnte sich damit aber nicht durchsetzen. 1971 ordneten der estnische Wissenschaftler Illar Muul und der thailändische Forscher Kitti Thonglongya die Art dem Temminck-Gleithörnchen als Unterart zu. 2021 wurde in der Provinz Phú Yên in Vietnam ein kleines Gleithörnchen gefangen, das zunächst als Temminck-Gleithörnchen identifiziert wurde. Beim Vergleich der Cytochrom-b-Sequenzen der mitochondrialen DNA zeigte sich, dass das Exemplar aus Vietnam zur  Schwestergruppe einer von den Zwerggleithörnchen (Petinomys) und den Pfeilschwanz-Gleithörnchen (Hylopetes) gebildeten Klade gehört und somit nicht zu Petinomys gehören kann. Da es morphologisch weitgehend mit dem als Olisthomys morrisi beschriebenen Gleithörnchen übereinstimmt, wurde Olisthomys morrisi wieder zu einer gültigen Art erhoben.